# Sematophyllum tristiculum
Sematophyllum tristiculum là một loài Rêu trong họ Sematophyllaceae. Loài này được (Mitt.) M. Fleisch. miêu tả khoa học đầu tiên năm 1923.